# II. Knut svéd király
II. Knut Holmgersson vagy Magas Knut (? – 1234) svéd király 1229-től haláláig.
Knut IX. Erik dédunokájaként született, és 1222 ill. 1229 között ő kormányzott harmadunokatestvére, a gyermek XI. Erik helyett. 1229-ben végül megbuktatta Eriket, és maga ült a trónra. Rövid ideig uralkodott, és halála után Erik lett ismét Svédország királya.

## Gyermekei
Knut felesége, Helena Pedersdotter (1200 k. – 1255) két fiat szült neki:
- Holmger Knutsson (1220 k. – 1248)
- Philip Knutsson (? – 1251)